# Église Saint-Basile de Sil
L'église Saint-Basile de Sil (ukrainien : Церква святого Василія Великого (Сіль)) est classée comme monument national ukrainien et au Patrimoine mondial de l'UNESCO. Elle est située à Sil (Ukraine) en Ukraine.
C'est une église en bois du Parc national de l'Ouj. Une première église est connue en 1479, elle était dédiée à la Vierge Marie, ayant brûlée il fut décidé d'en édifier une nouvelle. L'église actuelle a été édifiée à Syanky en 1703 dans le style boyko puis transporté par des attelages de bœufs à la fin du XVIIIe siècle.

## Voir aussi

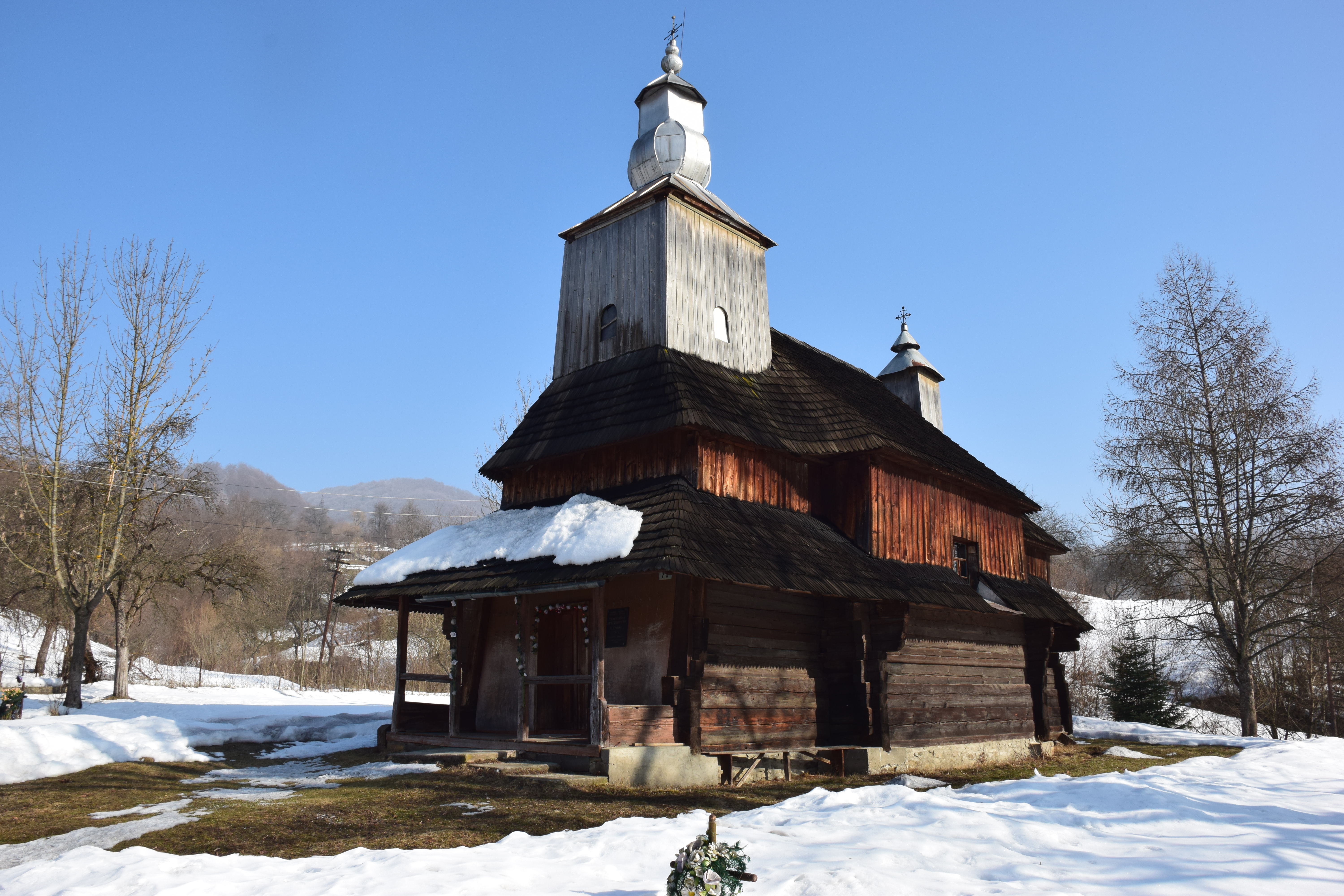
en hiver,
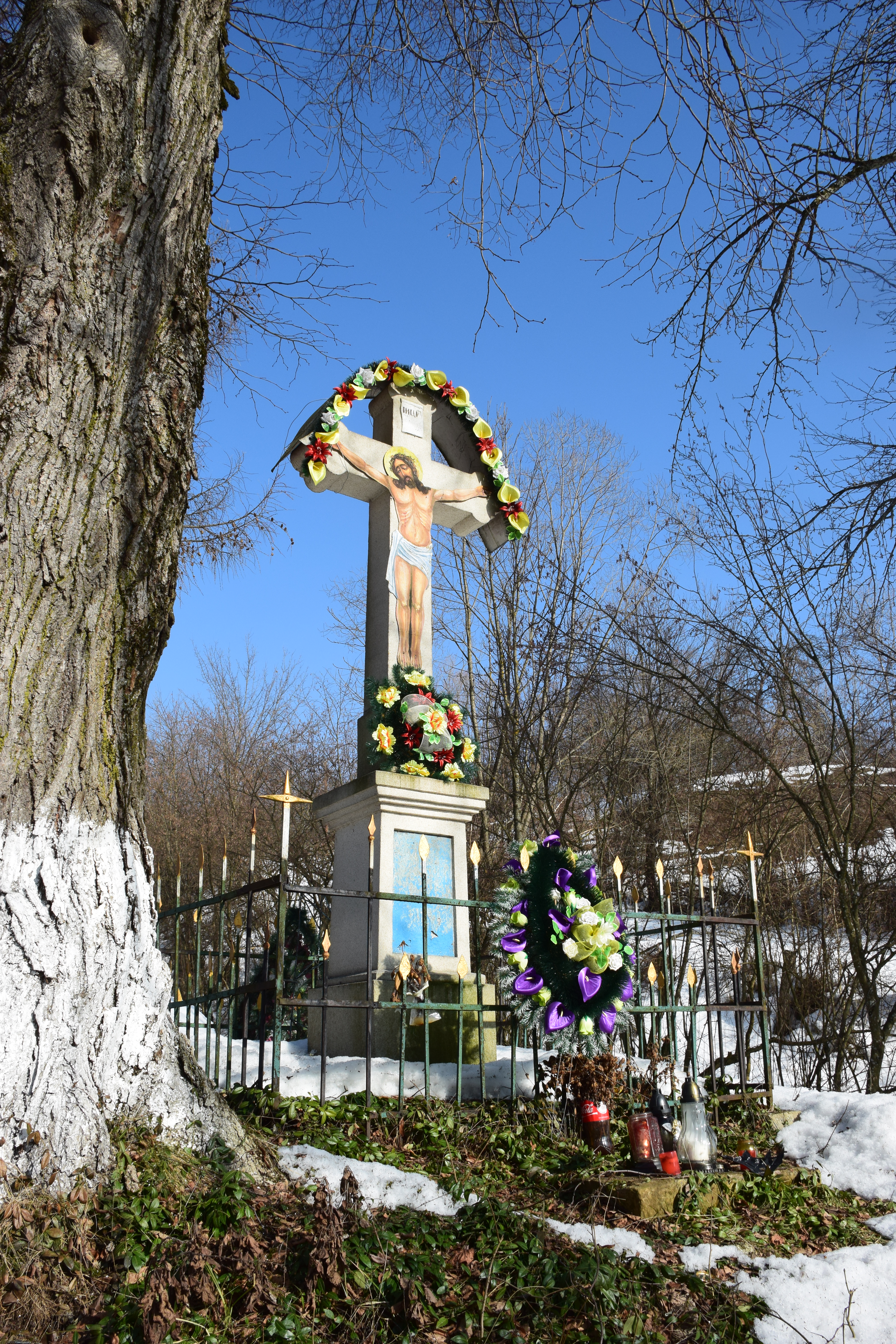
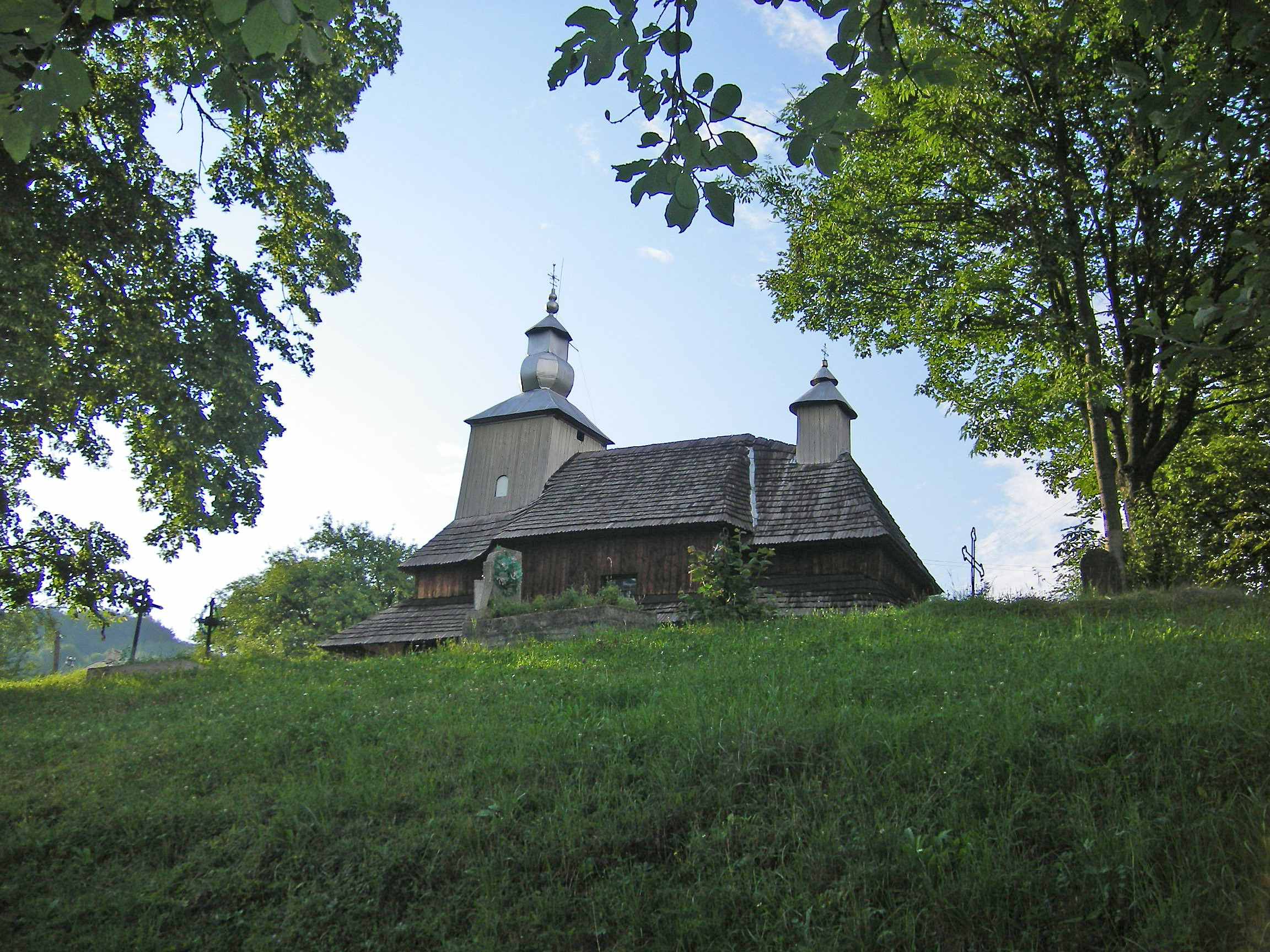
sur une hauteur.